# Лиханово (Калузька область)
Лиханово (рос. Лиханово) — присілок в Мосальському районі Калузької області Російської Федерації.
Населення становить 27 осіб. Входить до складу муніципального утворення Присілок Людково.

## Історія
Від 2004 року входить до складу муніципального утворення Присілок Людково.

## Населення
| 2002 | 2010 |
| ---- | ---- |
| 38   | ↘27  |